# Sinothomisus hainanus
Sinothomisus hainanus is een spinnensoort uit de familie van de krabspinnen (Thomisidae).
De wetenschappelijke naam van de soort werd in 1994 als Xysticus hainanus gepubliceerd door Da-Xiang Song.